# Hadi Fayyadh
Muhammad Hadi Fayyadh bin Abdul Razak, oder einfach nur Hadi Fayyadh (* 22. Januar 2000 in Malaysia),  ist ein malaysischer Fußballspieler.

## Karriere

### Verein
Hadi Fayyadh erlernte das Fußballspielen in der Jugendmannschaft von Johor Darul Ta'zim II FC. Bei Johor Darul Ta’zim FC unterschrieb er 2017 seinen ersten Vertrag. Der Verein spielte in der höchsten Liga des Landes, der Malaysia Super League. Hier absolvierte er ein Erstligaspiel. Von Mitte 2017 bis Mitte 2018 spielte er in der zweiten Mannschaft. Die Mannschaft spielte in der zweiten Liga, der Malaysia Premier League. Nach Vertragsende war er von Juli 2018 bis Dezember 2018 vertrags- und vereinslos. Anfang 2019 wechselte er nach Japan. Hier unterschrieb er einen Vertrag beim Zweitligisten Fagiano Okayama in Okayama. Die Saison 2021 wurde er an den Drittligisten Azul Claro Numazu ausgeliehen. Für den Klub aus Numazu bestritt er drei Ligaspiele. Nach der Ausleihe kehrte er zu Okayama zurück. Hier wurde jedoch sein Vertrag nicht verlängert. Im Januar 2023 kehrte er nach Malaysia zurück. Hier schloss er sich dem Erstligisten Perak FC an.

### Nationalmannschaft
Hadi Fayyadh spielte dreimal für die U19-Nationalmannschaft und dreimal für die U23-Nationalmannschaft.